# One of Her Own
One of Her Own (Una mujer sin miedo en España y Un violador entre nosotros en Argentina) es un telefilme dramático de 1994 dirigido por Armand Mastroianni y protagonizado por Lori Loughlin, Greg Evigan y Valerie Landsburg. Está basado en una historia real.

## Argumento
Toni es una mujer policía. Día a día ella cumple con su deber y siempre obtiene gracias a ello las mejores calificaciones del cuerpo. Una noche ella es violada por un compañero de trabajo, que también es policía. Al principio, Toni decide ocultarlo por temor a las represalias pero cuando el violador es denunciado por otra mujer, ella opta por romper su silencio.

## Reparto
| Actor               | Personaje                                      |
| ------------------- | ---------------------------------------------- |
| Lori Loughlin       | Toni Stroud                                    |
| Greg Evigan         | Charlie Lloyd                                  |
| Valerie Landsburg   | Stacy Schoep                                   |
| Jeff Yagher         | Heller                                         |
| Jason Schombing     | Weisberg                                       |
| Reginald VelJohnson | Detective Bob Hymes                            |
| Martin Sheen        | Asistente del Fiscal del Distrito Pete Maresca |
| Robert C. Treveiler | Dean Nyad                                      |

## Producción
El telefilme fue rodado en California del Norte.

## Recepción
Hoy en día la película ha sido valorada en portales cinematográficos. En IMDb, con unos 325 votos registrados, el filme obtiene una media ponderada de 6,1 sobre 10. En cuanto a Rotten Tomatoes, los menos de 50 votos registrados le dieron allí una valoración media de 3,1 de 5. También cabe destacar, que en el periódico La Vanguardia los usuarios que dieron su opinión allí le dieron a la película una aprobación del 67 %.